# Fontanna Neptuna w Preszowie

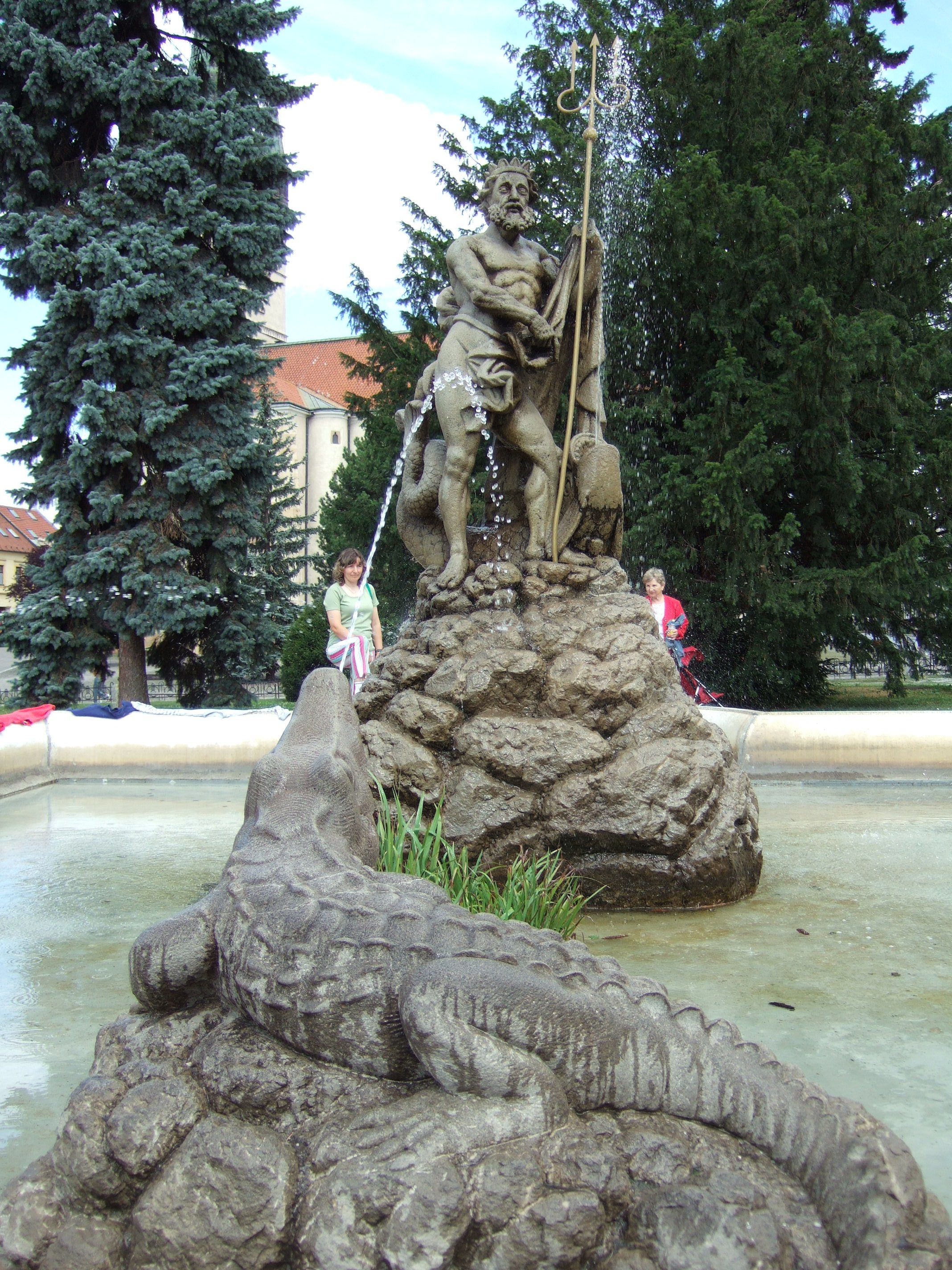
Fontanna Neptuna

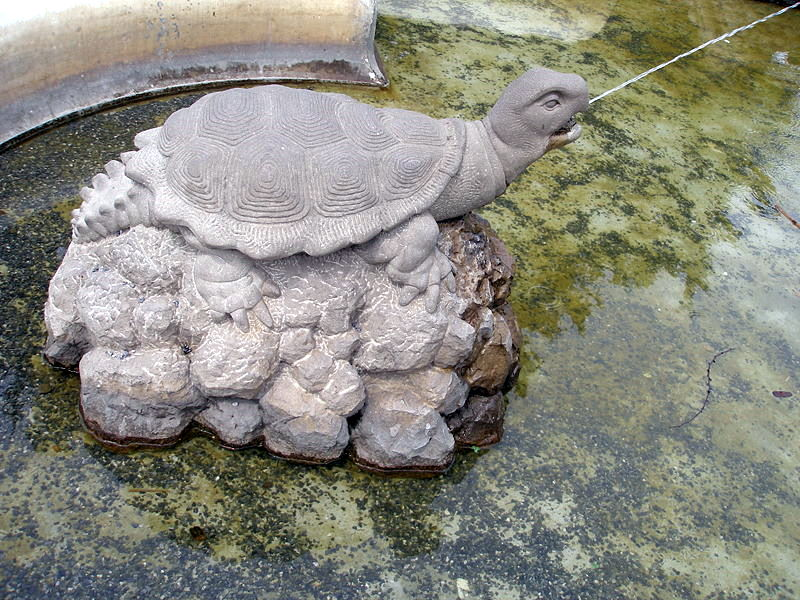
Fontanna Neptuna – szczegół

Fontanna Neptuna w Preszowie (słow. Neptúnova Fontana) – zabytkowa fontanna w południowej części rynku w Preszowie na Słowacji.
Jest jedyną zachowaną do dziś dawną miejską „cysterną”: przed wybudowaniem miejskich wodociągów służyło mieszkańcom miasta jako zbiorniki wody użytkowej 10 takich „cystern”.
Zbiornik fontanny posiada profilowane, kamienne obramienie na rzucie kwadratu, którego boki uwypuklają się na zewnątrz półkoliście. Rzeźbę Neptuna ufundował na początku XIX w. bogaty handlarz żydowski, Marcus Hollander, jako wyraz wdzięczności dla władz miejskich, które wydały mu zgodę na osiedlenie się w Preszowie i prowadzenie tu interesów. Autorem rzeźby Neptuna z oryginalnym trójzębem, otoczonego wodnymi stworami, jest koszycki kamieniarz i rzeźbiarz Vincent Staviarsky, który pracę ukończył w 1826 r.